# Saint-Julien-de-Bourdeilles
Saint-Julien-de-Bourdeilles is een plaats en voormalige gemeente in het Franse departement Dordogne in de regio Nouvelle-Aquitaine en telt 84 inwoners (2009). De plaats maakt deel uit van het arrondissement Périgueux.

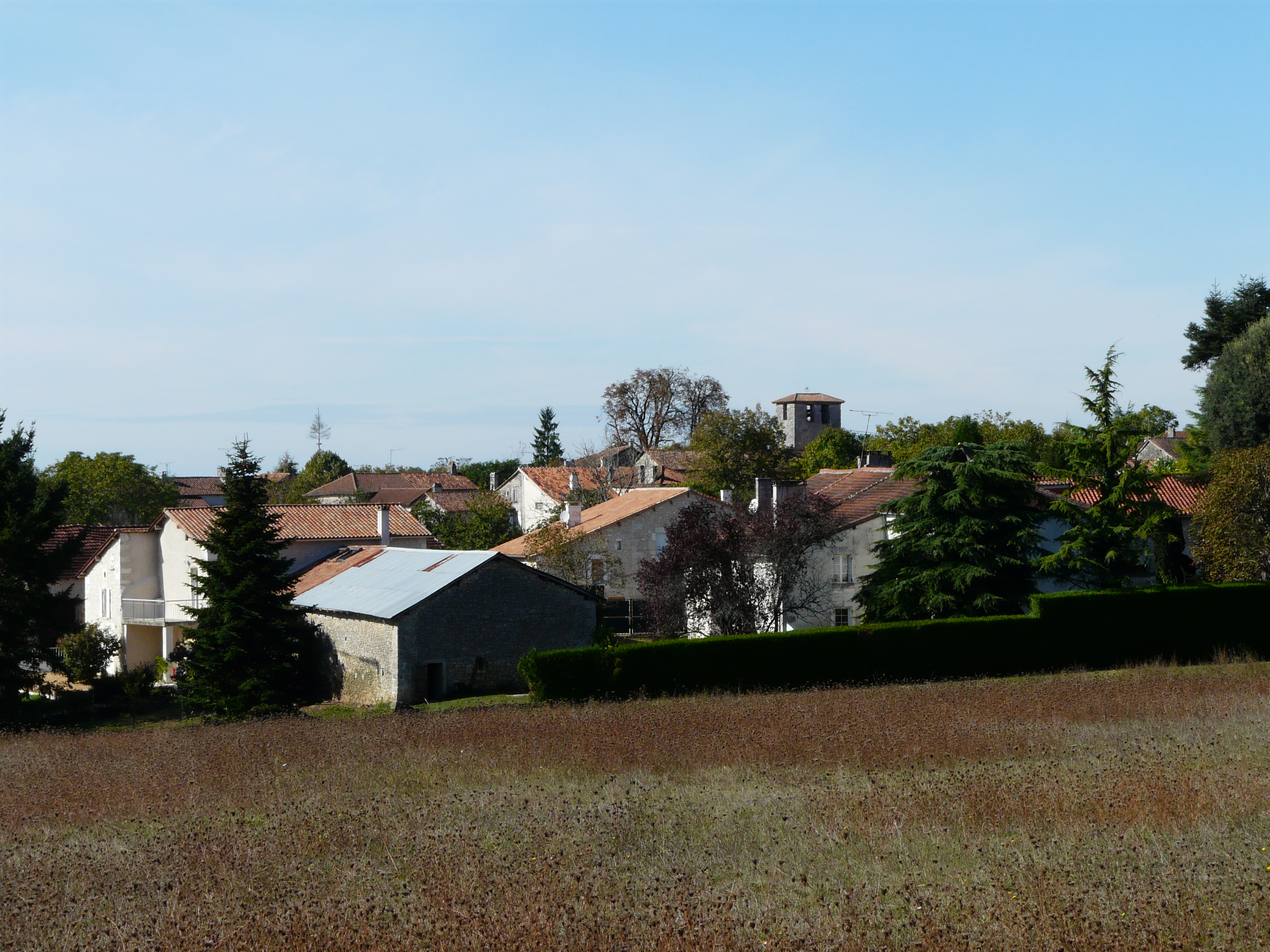
Saint-Julien-de-Bourdeilles
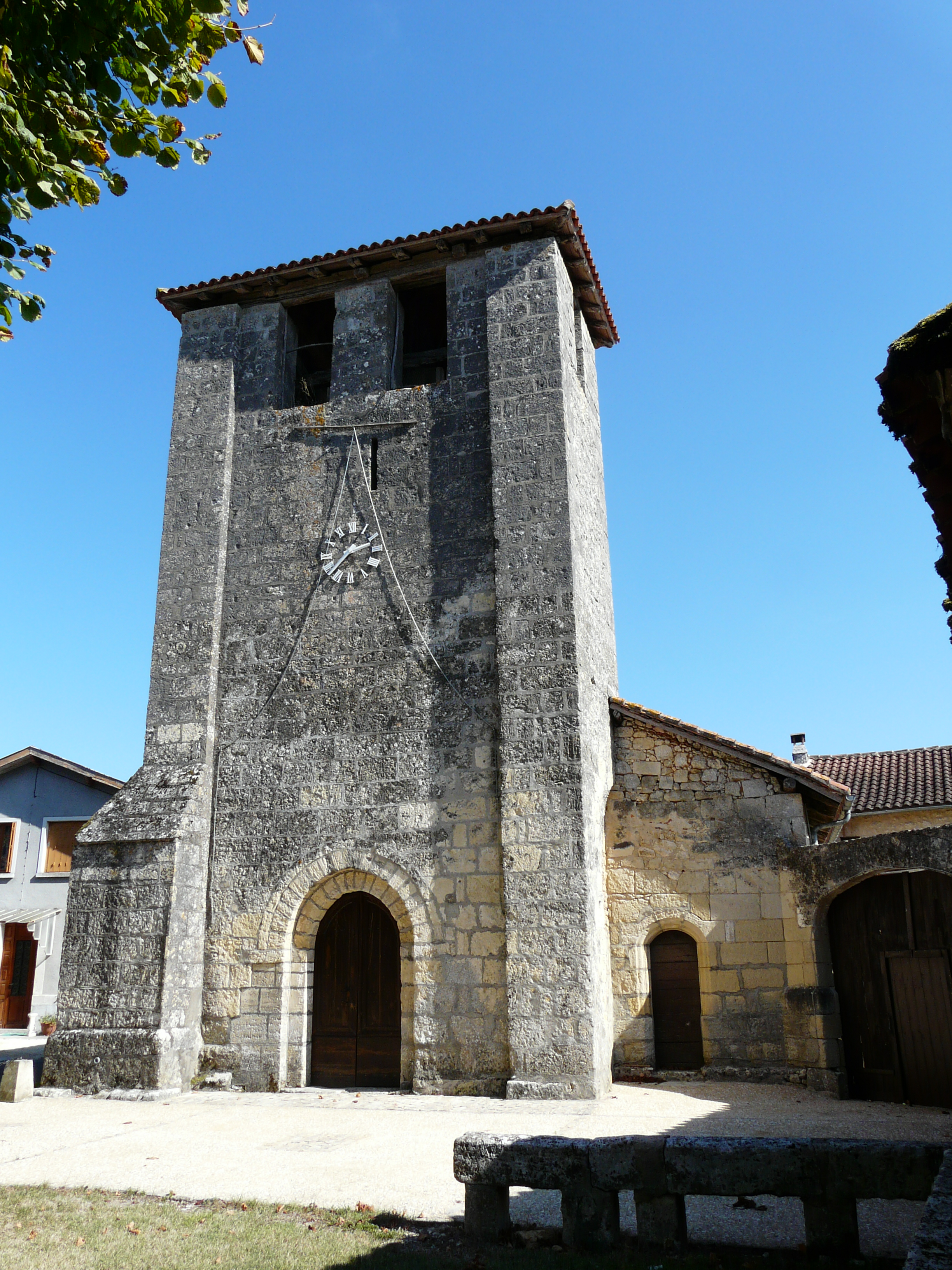
Kerk van Saint-Julien-de-Bourdeilles
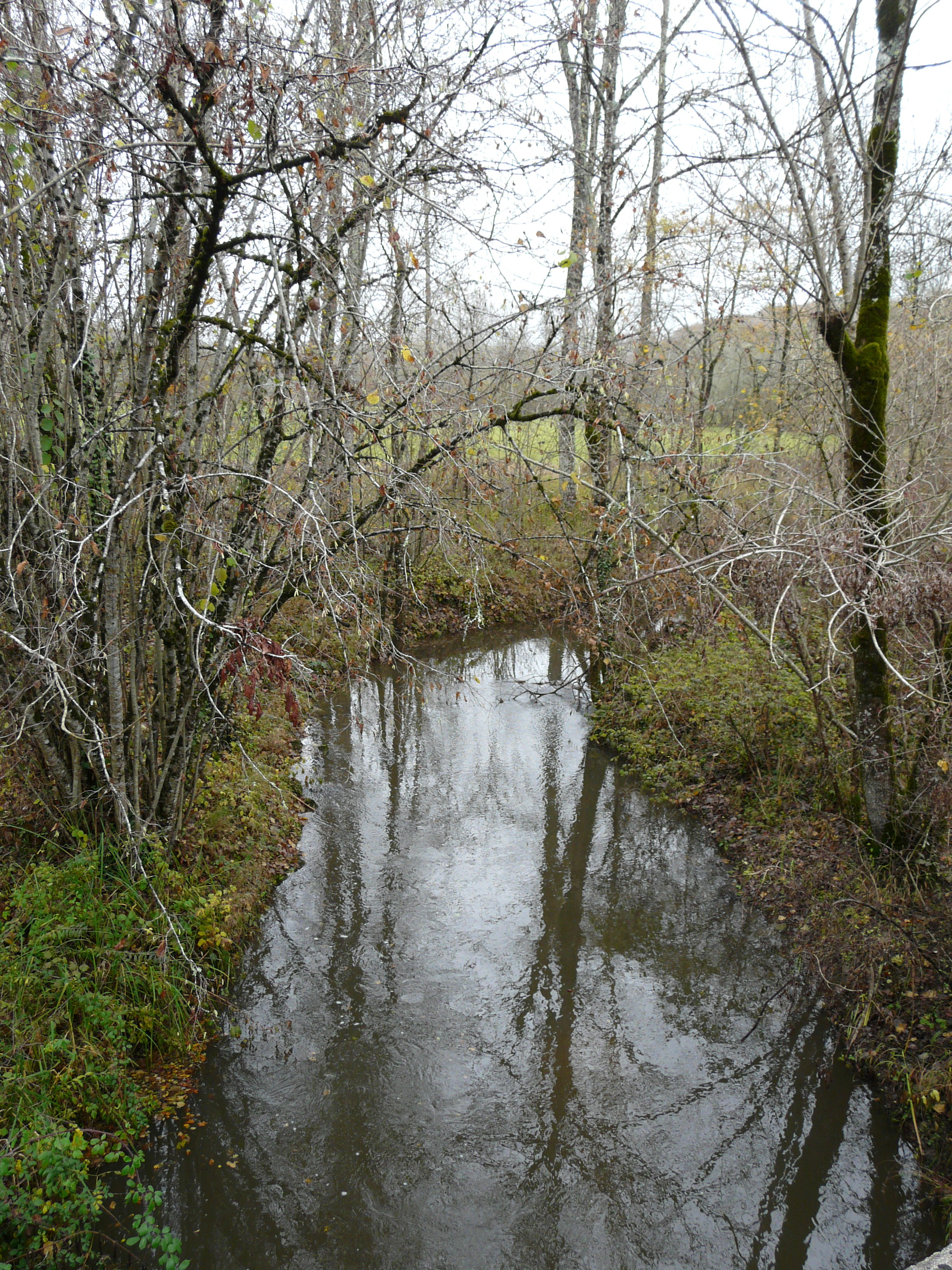
De Boulou tussen Paussac en Saint-Julien-de-Bourdeilles

## Geschiedenis
Op 1 januari 2017 fuseerde Saint-Julien-de-Bourdeilles met de gemeente Brantôme tot de commune nouvelle Brantôme en Périgord.

## Geografie
De oppervlakte van Saint-Julien-de-Bourdeilles bedraagt 6,1 km², de bevolkingsdichtheid is dus 13,8 inwoners per km².
De onderstaande kaart toont de ligging van Saint-Julien-de-Bourdeilles met de belangrijkste infrastructuur en aangrenzende gemeenten.

## Demografie
Onderstaande figuur toont het verloop van het inwonertal.
Brantôme · Cantillac · Eyvirat · La Gonterie-Boulouneix · Puy-de-Fourches · Saint-Crépin-de-Richemont · Saint-Julien-de-Bourdeilles · Sencenac · Valeuil